# Corvula macrops
Corvula macrops és una espècie de peix de la família dels esciènids i de l'ordre dels perciformes.

## Morfologia
- Els mascles poden assolir 25 cm de longitud total.[4][5]

## Hàbitat
És un peix marí, de clima tropical (27°N-1°S) i bentopelàgic.

## Distribució geogràfica
Es troba a l'oceà Pacífic oriental: des del sud del Golf de Califòrnia fins a l'Equador, incloent-hi les Illes Galápagos.

## Observacions
És inofensiu per als humans.